# Emil Danielsson
Emil Danielsson (5 de septiembre de 1997) es un deportista de Suecia que compite en atletismo. Ganó una medalla de plata en el Campeonato Europeo de Atletismo por Equipos de 2021, en la prueba de 3000 m.